# Leichtathletik-Europameisterschaften 1946/200 m der Frauen

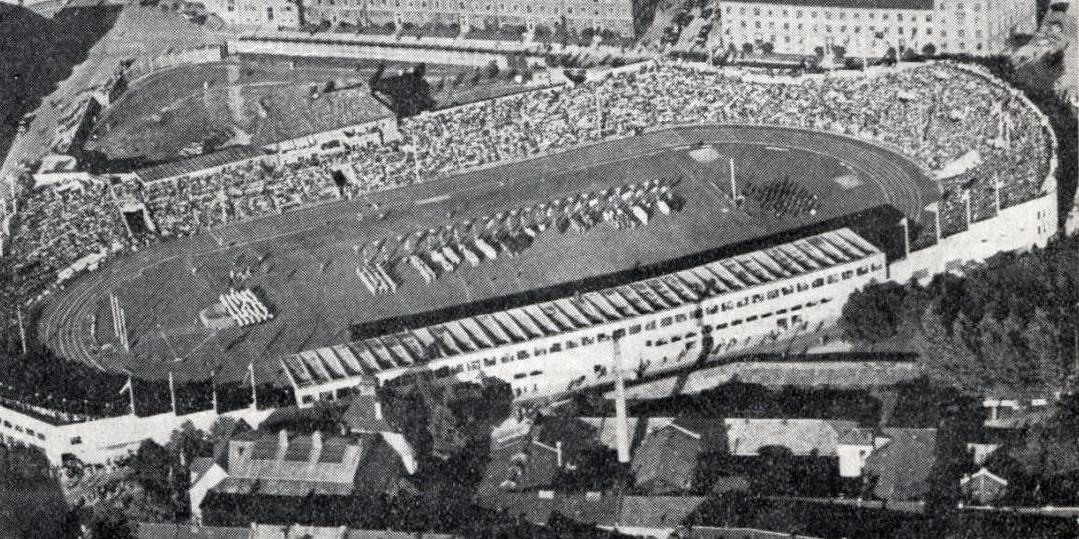
Das Bislett-Stadion in Oslo kurz nach den Europameisterschaften

Der 200-Meter-Lauf der Frauen bei den Leichtathletik-Europameisterschaften 1946 wurde am 24. und 25. August 1946 im Bislett-Stadion der norwegischen Hauptstadt Oslo ausgetragen.
Auf den ersten beiden Plätzen gab es dieselbe Reihenfolge wie im 100-Meter-Lauf. Jewgenija Setschenowa aus der Sowjetunion wurde Europameisterin vor der Britin Winifred Jordan. Bronze ging an die Französin Léa Caurla.

## Rekorde

### Bestehende Rekorde
| Weltrekord           | 23,6 s | Stanisława Walasiewicz | Warschau, Polen                                | 4. August 1935     |
| Europarekord         | 23,6 s | Stanisława Walasiewicz | Warschau, Polen                                | 4. August 1935     |
| Meisterschaftsrekord | 23,8 s | Stanisława Walasiewicz | EM in Wien, Deutsches Reich (heute Österreich) | 18. September 1938 |

Der bestehende EM-Rekord wurde bei diesen Europameisterschaften nicht erreicht. Die schnellste Zeit erzielte die spätere Europameisterin Jewgenija Setschenowa aus der Sowjetunion mit 25,1 Sekunden im zweiten Halbfinale. Damit verfehlte sie den Rekord um 1,3 Sekunden. Zum Weltrekord, gleichzeitig Europarekord, fehlten ihr 1,5 Sekunden.

### Rekordverbesserung
Es gab einen neuen Landesrekord:

26,6 s – Hilde Nissen (Dänemark), erster Vorlauf am 24. August

## Vorrunde
24. August 1946
Die Vorrunde wurde in vier Läufen durchgeführt. Die ersten drei Athletinnen pro Lauf – hellblau unterlegt – qualifizierten sich für das Halbfinale.
Die Einteilung und der Durchführungsmodus der Vorläufe sind kaum nachvollziehbar. Um zwei der vierzehn angetretenen Läuferinnen zu eliminieren, wurden vier Rennen angesetzt. Zum ersten Vorlauf waren fünf Athletinnen eingeteilt. Hier schieden zwei Sprinterinnen aus, womit die drei kommenden Rennen bedeutungslos wurden. Die dort jeweils drei Teilnehmerinnen mussten nur das Ziel erreichen, um im Halbfinale dabei zu sein. Entsprechend langsam wurde dort gelaufen. Die beiden im ersten Lauf ausgeschiedenen Athletinnen hatten die siebt- und neuntschnellste Zeit erzielt. Eine Erklärung könnte eventuell darin liegen, dass es vor dem Start kurzfristige Absagen gab. Vermerkt sind diese in den Quellen allerdings nicht.

### Vorlauf 1
| Platz | Name                   | Nation           | Zeit (s) |
| ----- | ---------------------- | ---------------- | -------- |
| 1     | Léa Caurla             | Frankreich       | 25,2     |
| 2     | Stanisława Walasiewicz | Polen            | 25,4     |
| 3     | Winifred Jordan        | Großbritannien   | 25,7     |
| 4     | Vera Bemová            | Tschechoslowakei | 26,2     |
| 5     | Hilde Nissen           | Dänemark         | 26,6 NR  |

### Vorlauf 2
| Platz | Name             | Nation           | Zeit (s) |
| ----- | ---------------- | ---------------- | -------- |
| 1     | Sylvia Cheeseman | Großbritannien   | 26,0     |
| 2     | Dana Hiklová     | Tschechoslowakei | 27,1     |
| 3     | Solveig Toms     | Norwegen         | 27,2     |

### Vorlauf 3
| Platz | Name                | Nation   | Zeit (s) |
| ----- | ------------------- | -------- | -------- |
| 1     | Marit Hemstad       | Norwegen | 25,9     |
| 2     | Ann-Britt Leyman    | Schweden | 27,3     |
| 3     | Jadwiga Słomczewska | Polen    | 27,6     |

### Vorlauf 4
| Platz | Name                  | Nation         | Zeit (s) |
| ----- | --------------------- | -------------- | -------- |
| 1     | Jewgenija Setschenowa | Sowjetunion    | 25,2     |
| 2     | Joyce Judd            | Großbritannien | 26,3     |
| 3     | Mieczysława Moder     | Polen          | 26,9     |

## Halbfinale
24. August 1946, 19.40 Uhr
In den beiden Halbfinalläufen qualifizierten sich die jeweils ersten drei Athletinnen – hellblau unterlegt – für das Finale.

### Lauf 1

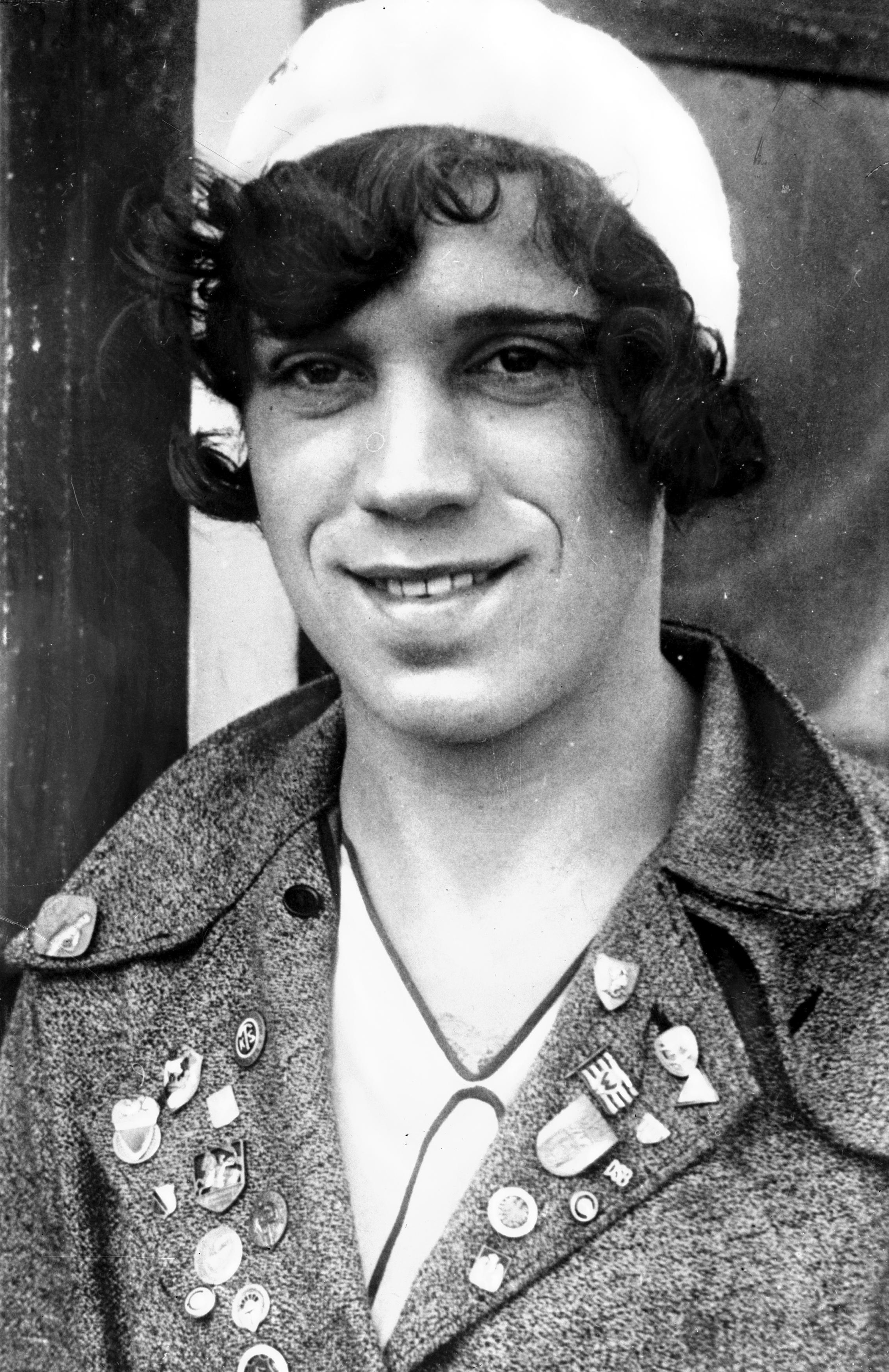
Auch über 200 Meter schied Stanisława Walasiewicz, Doppeleuropameisterin von 1938, im Halbfinale aus

| Platz | Name                | Nation           | Zeit (s) |
| ----- | ------------------- | ---------------- | -------- |
| 1     | Léa Caurla          | Frankreich       | 25,5     |
| 2     | Winifred Jordan     | Großbritannien   | 25,5     |
| 3     | Sylvia Cheeseman    | Großbritannien   | 25,8     |
| 4     | Dana Hiklová        | Tschechoslowakei | 26,3     |
| 5     | Solveig Toms        | Norwegen         | 27,0     |
| DNS   | Jadwiga Słomczewska | Polen            |          |

### Lauf 2
| Platz | Name                   | Nation         | Zeit (s) |
| ----- | ---------------------- | -------------- | -------- |
| 1     | Jewgenija Setschenowa  | Sowjetunion    | 25,1     |
| 2     | Marit Hemstad          | Norwegen       | 25,7     |
| 3     | Ann-Britt Leyman       | Schweden       | 25,8     |
| 4     | Stanisława Walasiewicz | Polen          | 26,0     |
| 5     | Joyce Judd             | Großbritannien | 26,1     |
| 6     | Mieczysława Moder      | Polen          | 26,2     |

## Finale

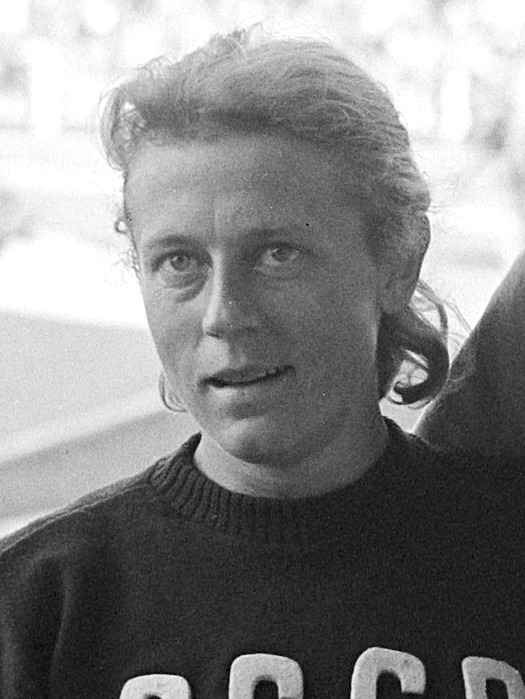
Jewgenia Setschenowa errang ihren zweiten
EM-Titel

25. August 1946
| Platz | Name                  | Nation         | Zeit (s) |
| ----- | --------------------- | -------------- | -------- |
| 1     | Jewgenija Setschenowa | Sowjetunion    | 25,4     |
| 2     | Winifred Jordan       | Großbritannien | 25,6     |
| 3     | Léa Caurla            | Frankreich     | 25,6     |
| 4     | Marit Hemstad         | Norwegen       | 25,7     |
| 5     | Sylvia Cheeseman      | Großbritannien | 25,8     |
| 6     | Ann-Britt Leyman      | Schweden       | 26,2     |

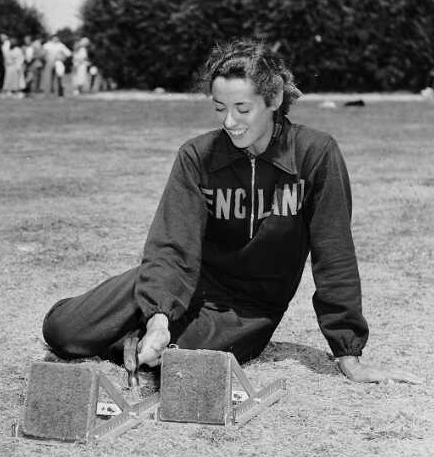
Die fünftplatzierte Sylvia Cheeseman
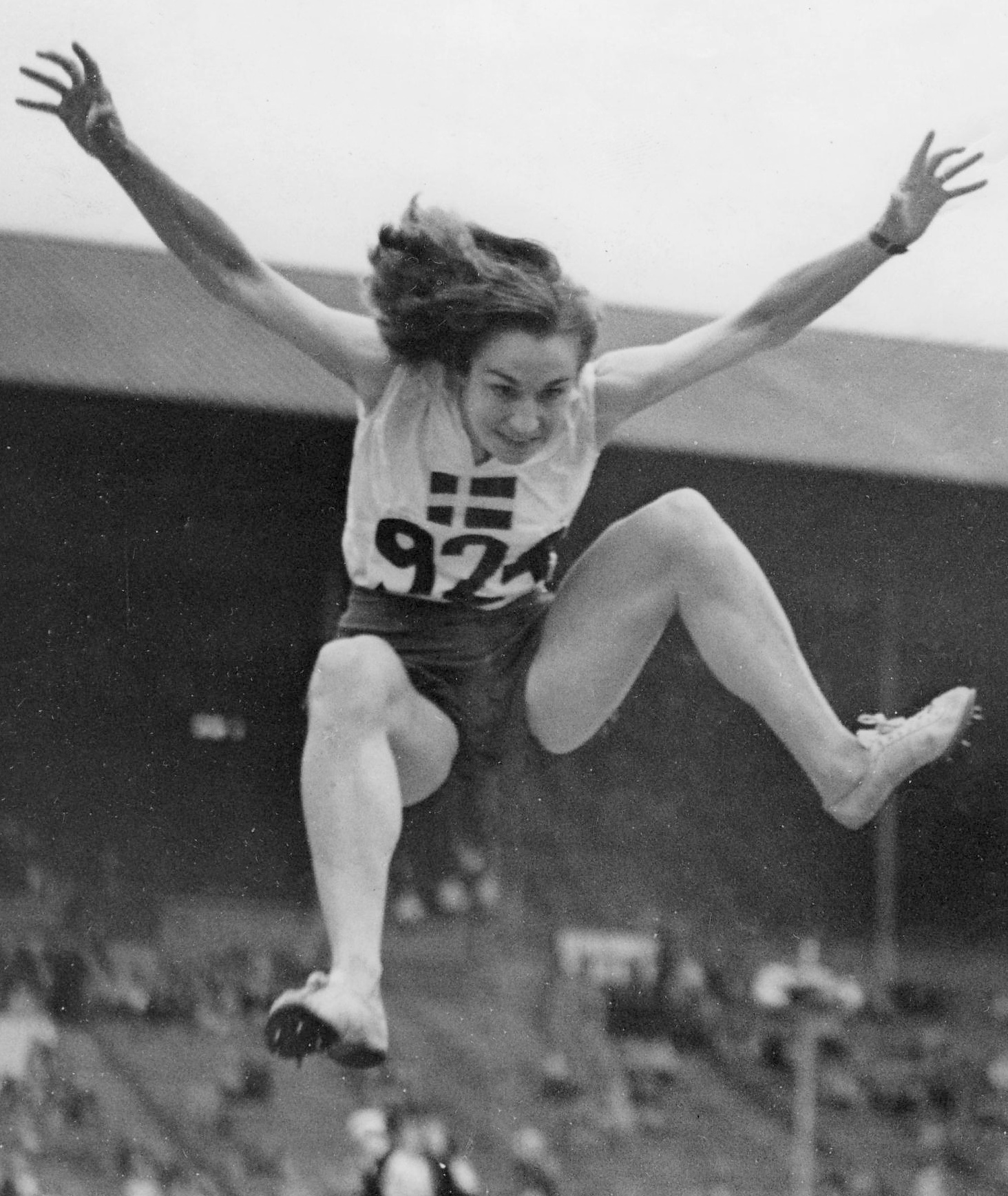
Ann-Britt Leyman – auf dem Foto als Weitspringerin – belegte im Finale Rang sechs

## Video
- NORWAY: ATHLETICS: Third day of the European Games (1946), Bereich: 0:00 min bis 0:33 min, youtube.com (englisch), abgerufen am 24. Juni 2022